# McCleary
McCleary – miasto w Stanach Zjednoczonych, w stanie Waszyngton, w hrabstwie Grant.